# Пеллегри, Пьетро
Пьетро Пеллегри (итал. Pietro Pellegri; род. 17 марта 2001, Генуя, Италия) — итальянский футболист, нападающий клуба «Торино» и сборной Италии.

## Клубная карьера

### «Дженоа»
Пьетро является воспитанником генуэзского футбола. В четырнадцать лет он начал выступления за юношескую команду «Дженоа» до 17 лет, а через год был переведён в команду до 19 лет. Также в 2016 году он стал активно привлекаться к тренировкам и матчам первой команды. За «Дженоа» его дебют в чемпионате Италии состоялся 22 декабря 2016 года в матче против клуба «Торино». На момент выхода на поле ему было 15 лет 280 дней, что аналогично абсолютному рекордсмену Амедео Амадеи.
28 мая 2017 года в матче против «Ромы» забил свой первый гол за «Дженоа». 17 сентября 2017 года в матче против «Лацио» оформил свой первый «дубль» за «Дженоа». Также он стал самым молодым автором «дубля» топ-5 европейских чемпионатов в текущем веке и самым молодым автором «дубля» в истории Серии А. Ему 16 лет и 184 дня.

### «Монако»
27 января 2018 года, в зимнее трансферное окно, «Монако» подписал 16-летнего Пеллегри. Предположительная сумма трансфера составила 25 миллионов евро.

## Карьера в сборной
Пьетро представляет Италию на юношеском уровне, в общей сложности он провёл за свою страну двадцать восемь встреч и отметился двумя забитыми голами.

## Статистика
| Выступление      | Выступление      | Выступление      | Лига | Лига | Кубки | Кубки | Еврокубки | Еврокубки | Остальные | Остальные | Итого | Итого |
| Клуб             | Лига             | Сезон            | Игры | Голы | Игры  | Голы  | Игры      | Голы      | Игры      | Голы      | Игры  | Голы  |
| ---------------- | ---------------- | ---------------- | ---- | ---- | ----- | ----- | --------- | --------- | --------- | --------- | ----- | ----- |
| Дженоа           | Серия А          | 2016/17          | 3    | 1    | 0     | 0     | 0         | 0         | 0         | 0         | 3     | 1     |
| Дженоа           | Серия А          | 2017/18          | 6    | 2    | 1     | 0     | 0         | 0         | 0         | 0         | 7     | 2     |
| Дженоа           | Итого            | Итого            | 9    | 3    | 1     | 0     | 0         | 0         | 0         | 0         | 10    | 3     |
| Монако           | Лига 1           | 2017/18          | 3    | 0    | 0     | 0     | 0         | 0         | 0         | 0         | 3     | 0     |
| Монако           | Лига 1           | 2018/19          | 3    | 1    | 0     | 0     | 0         | 0         | 0         | 0         | 3     | 1     |
| Монако           | Итого            | Итого            | 6    | 1    | 0     | 0     | 0         | 0         | 0         | 0         | 6     | 1     |
| Всего за карьеру | Всего за карьеру | Всего за карьеру | 15   | 4    | 1     | 0     | 0         | 0         | 0         | 0         | 16    | 4     |